# Иваси (группа)
«Иваси» — неофициальное название популярного дуэта Алексея Иващенко и Георгия Васильева — российских и советских композиторов, поэтов, бардов, авторов нескольких музыкальных спектаклей и множества песен.

## Происхождение названия
С самого начала у дуэта не было названия. И сами участники дуэта никогда не называли себя «Иваси». Такое неформальное название закрепилось за дуэтом в середине 1980-х годов, когда в их репертуаре появилась песня «Баланда о селёдке», посвященная юбилею МГУ. Васильев и Иващенко пишут в своей книге «Глафира и Ко», что название «Иваси» пришло в голову сразу нескольким зрителям на их концертах. Видимо, сочетание первых букв в фамилиях Иващенко и Васильева проассоциировалось с названием тихоокеанской сельди иваси.

## История дуэта
Георгий Васильев и Алексей Иващенко познакомились в МГУ в 1976 году, где оба учились на географическом факультете. Участвуя в университетской художественной самодеятельности, вместе создали несколько музыкальных спектаклей. В 1977 году они начали петь в составе квинтета студентов-географов, подобного тому, что организовал Сергей Никитин на физфаке. По мере выбывания участников коллектив сократился до трио, а потом и до дуэта. Первый концерт вдвоём Васильев и Иващенко дали в 1979 году. Их творческое содружество продолжилось и за пределами университета.
До середины 1980-х годов Васильев и Иващенко работали в жанре политической песни, создавали музыкальные спектакли. В 1983 году по приглашению Евгения Славутина они возглавили Музыкальную студию Студенческого театра МГУ. Многие студенты, которых Васильев и Иващенко приняли в театральный коллектив, стали впоследствии известными артистами: Ирина Богушевская, Алексей Кортнев, Валдис Пельш, Сергей Чекрыжов.
В середине 1980-х годов судьба дуэта пересеклась с движением самодеятельной песни (КСП). В 1986 году Васильев и Иващенко впервые приехали на Грушинский фестиваль. Из-за того, что поезд опоздал, они не смогли принять участие в конкурсе и выступить в главном концерте на плавучей гитаре. Но благодаря песням у костра Фестиваль сделал их знаменитыми. Уже на следующий год Васильев и Иващенко приехали на «Грушинку» почётными гостями. В том же 1986 году Васильев и Иващенко стали лауреатами Первого Всесоюзного фестиваля авторской песни в Саратове, получив гран-при за песни «Музыкальный автомат» и «Вечный думатель».
В последующие годы бардовский дуэт Иващенко и Васильева стал одним из самых известных и любимых коллективов в жанре авторской песни. «Иваси» дали сотни концертов в Советском Союзе, в России, в постсоветских странах и в дальнем зарубежье — Германии, США, Австралии, Израиле.
Последний официальный концерт перед долгим перерывом, приуроченный к выпуску двойного альбома «Припадки молодости», был дан в 2000 году, на нём Васильев и Иващенко публично объявили о завершении концертной деятельности.
С тех пор Васильев и Иващенко эпизодически собираются, чтобы спеть вместе несколько песен по тому или иному юбилейному случаю, но ни одного полноценного сольного концерта до 2022 года у дуэта не было.
В качестве композиторов и либреттистов Иващенко и Васильев создали мюзикл «Норд-Ост» по мотивам романа Вениамина Каверина «Два капитана». Мюзикл был спродюсирован и поставлен самими авторами на сцене Театрального центра на Дубровке. Премьера состоялась 19 октября 2001 года, более года этот спектакль показывался в ежедневном режиме. Успешный театральный проект прекратил свое существование после нападения террористов 23 октября 2002 года. По словам Георгия Васильева, восстановить спектакль не удалось из-за того, что проект финансировал Михаил Ходорковский.
После теракта Иващенко и Васильев почти не появлялись вдвоём на сцене. Георгий Васильев в партнерстве с Александром Татарским начинает заниматься мультфильмами, выступает в проекте «Фиксики» не только как продюсер, но и как сценарист, сочиняет детские песни. Алексей Иващенко возобновил концертную деятельность. Выступал как самостоятельно, так и в дуэтах с Ириной Богушевской, Тимуром Ведерниковым и другими. Выпустил два сольных альбома.
Первый большой концерт после этого перерыва дуэт дал 26 сентября 2022 года в Москве. В концерте, названном «Несанкционированный концерт», барды в иносказательной форме высказались о вторжении России на Украину.

## Творческий стиль
Каждый из участников дуэта пишет и стихи, и музыку. Многие песни созданы ими совместно. Но даже песни, написанные индивидуально, дуэт адаптирует к совместному исполнению, используя узнаваемые аранжировочные и постановочные приёмы. Сотрудничество Георгия Васильева и Алексея Иващенко порождает неповторимый творческий стиль дуэта. Для данного стиля характерны, например, обильное использование хроматизмов, двухголосий, различных джазовых гармонических оборотов.
Вот как характеризует этот стиль Алексей Кортнев: «Такого уровня исполнительского мастерства и такого нетрадиционного подхода к бардовской песне, как смогли показать Иващенко и Васильев, не было ни у кого, ни до, ни после. Это самое вычурное, самое совершенное, самое порочное и самое джазовое осмысление авторской песни, которое только можно себе представить».
Вероника Долина обращает внимание на актёрскую сторону творческого стиля: «Они шарахнули из тяжёлых песенных орудий. Песня „Музыкальный автомат“ на фестивале в Саратове — это был… ну могучий спектакль, разыгранный на двоих. Окуджава просто ополоумел, чуть не упал со стула от восторга. В мире скромнейшей гитарной песни они произвели фурор».
Особенности творческого почерка дуэта проявились и при создании мюзикла «Норд-Ост». В рецензии на премьерный показ мюзикла Валерий Кичин написал: «Это также день рождения новых композиторов большой сценической формы — Иващенко и Васильева. Ни в чём не подражая Уэбберу, они взяли за основу традиции Дунаевского и Милютина, а также русской бардовской песни, русского романса. Это день рождения театральных режиссёров, уверенно владеющих и сценическим пространством и условностью жанра, до сих пор нам не поддававшегося — Иващенко и Васильева».

## Дискография
Авторы и исполнители
1. 1989 — «Вечный думатель» (винил)
2. 1996 — «Ума палата»
3. 1997 — «Альма-Матерь»
4. 1997 — «Бережкарики»
5. 2000 — «Припадки молодости (Предпоследний)»
6. 2000 — «Припадки молодости (Последний)»
7. 2004 — Алексей Иващенко, Георгий Васильев. Полное собрание изданного (переиздание на CD):
  1. «Вечный думатель»
  2. «Ума палата»
  3. «Альма-Матерь»
  4. «Бережкарики»
  5. «Припадки молодости (Предпоследний)»
  6. «Припадки молодости (Последний)»
8. 2006 — «Фильм-концерт в ЦДХ, Москва, 1994» (DVD)
9. 2009 — «Три живых концерта эпохи перемен» (MP3)
10. 2022 — «Несанкционированный концерт»

Исполнители
1. 1998 — «Песни нашего века» (в составе ансамбля российских бардов)

Авторы
1. 2002 — «Норд-Ост: Избранное»
2. 2005 — «Норд-Ост: Коллекция»
3. 2005 — «Весь Норд-Ост»

В 2020 году дискография дуэта была опубликована в стриминговых сервисах.